# This Is England '86
This Is England '86 é um drama britânico escrito por Shane Meadows e Jack Thorne. Esse drama é ambientado em 1986 (três anos após o filme original, This Is England), e dá bastante enfoque à cultura mod revival dos anos 80, ao invés da cultura Skinhead.
Esse drama traz ainda o elenco original, no entanto, todos estão bastante diferentes. Shaun não possui mais a cabeça raspada, visual característico dos Skinheads, e passa a tornar-se um mero personagem secundário nesse drama. Lol (interpretada por Vicky McClure), por sua vez, torna-se a personagem principal.

## Filmagem e locação
Uma grande parte do drama foi filmado ao redor de Gleadless Valley, numa área de Sheffield. Mas a escola que Shaun frequenta, onde ele também faz o seu exame de história, localiza-se em Dronfield. A escola está abandonada até os dias de hoje. Alguns pontos de Sheffield, como por exemplo o Park Hill Flats e o Neepsend Gasholder também podem ser vistos na filmagem.
Como o filme, o exato local de filmagem é desconhecido. No primeiro episódio, na cena do casamento, Woodie e Lol andam em um ônibus da cidade de Yorkshire. Essa linha de ônibus estava em circulação durante os anos 80, hoje não mais existe.

## Elenco
- Vicky McClure - Lol
- Joe Gilgun - Woody
- Andrew Shim - Milky
- Thomas Turgoose - Shaun
- Rosamund Hanson - Smell
- Chanel Cresswell - Kelly
- Danielle Watson - Trev
- Andrew Ellis - Gadget
- Michael Socha - Harvey
- Perry Benson - Meggy
- George Newton - Banjo
- Johnny Harris - Mick
- Hannah Walters - Trudy
- Stephen Graham - Combo
- Jo Hartley - Cynthia
- Kriss Dosanjh - Sr. Sandhu
- Olivia Morgan - Bub
- Jamie Taylor - Buloosweet
- Joseph Dempsie - Higgy

## Episódios

### Episódio 1
O casamento de Woody e Lol termina desastrosamente no altar, devido à relutância de Woody em dizer "Eu aceito", e Meggy sofrer um ataque cardíaco, quase fatal, no banheiro do cartório. Após Shaun terminar o seu exame final de história, ele se mete em encrenca com a gangue casual de um garoto chamado Flip.

### Episódio 2
Lol descobre que seu pai voltou para a casa de sua família: após insinuar, por diversas vezes, que ele cometeu abuso sexual contra ela. Sentindo-se traída por sua família, apenas pelo fato da mesma ter aceito o seu pai de volta (e sentindo-se também negligenciada por Woody), Lol começa a encontrar-se com Milky, com o qual ela começa a ter sexo casual. Gadget começa a sair com Trudy, começando também a desconfiar da paternidade de seu filho. Por outro lado, Shaun descobre que sua mãe mantém um relacionamento secreto com o Sr Sandhu. Posteriormente, quando o Sr Sandhu muda-se para sua casa, Shaun, descontente, decide sair de casa.

### Episódio 3
Lol decide manter o seu sexo casual com Milky, que começa a sentir-se culpado e triste quando Woddy diz a ele que sua relação com Lol está desmoronando, lentamente. Gadget passa a sofrer bullying por parte de seus amigos, após ser controlado e sexualmente alterado por Trudie. Assim, após apenas oito dias de relacionamento, ele decide abandoná-la. Harvey também começa a descobrir os segredos de Trudie. Mais tarde, enquanto a gangue joga futebol em um campinho improvisado (curiosamente, a filmagem dessa cena foi feita no simbólico Park Hill Flats em Sheffield), eles acabam se metendo em uma briga com a gangue casual liderada por Flip, visto anteriormente no primeiro episódio.
Shaun volta para casa para desculpar-se com sua mãe e também para dizer que ela pode continuar o seu relacionamento com o Sr Sandhu. Shaun também reacende a sua relação com Smell. Lol começa a se afundar em mágoas e decide manter distância de Woody e Milky, seus dois amantes. Mais tarde, Trev vai até a casa dos pais de Lol para se encontrar com Kelly. Quando descobre que ela não está em casa, decide ficar e assistir o jogo de futebol com Mick, o pai de Lol. Esse episódio termina com Mick estuprando Trev violentamente. Enquanto Shaun, Smell e sua mãe também assistem ao jogo de futebol, Combo, completamente alcoolizado, invade subitamente a sala da casa de Shaun (onde todos estão) e desmaia no chão da sala.

### Episódio 4
Após acordar, Combo diz a Shaun e Smell que sua mãe está morrendo. Shaun e Smell levam-o para ver a sua mãe, porém, quando chegam na casa da mãe de Combo, descobrem que ela já faleceu. Combo diz adeus ao corpo de sua mãe, que ainda jaz em cima da cama. Milky começa a provocar Woody pelo fato de ter abandonado Lol ainda no altar. Em resposta, Woody diz a ele que irá casar-se com Lol no dia seguinte. Woody e Milky saem pela cidade, convidando todos os amigos para o casamento, o que será uma grande surpresa para Lol.
Depois de muita deliberação, Trev confidencia a Lol que seu pai a estuprou. Lol, perturbada, diz a ela para ir dormir e então decide ir até a casa de Mick, armada com um martelo, para acertar as contas com ele. Ambos começam a discutir calorosamente. Lol mostra o martelo a Mick, o que faz com que ele a ataque. Ele pula sobre ela, tentando estuprá-la, porém ela investe o martelo contra sua cabeça, matando-o instantaneamente. Mesmo com seu pai já morto, Lol ainda o golpeia por diversas vezes consecutivas. Um pouco mais tarde, Combo vai até a casa do pai de Lol e se depara com Lol chorando ao lado do cadáver ensanguentado de seu pai. Combo decide fazer "uma coisa boa" e assume a responsabilidade de ter matado Mick. O episódio termina com Combo indo à prisão (no lugar de Lol), após ser julgado de homícidio culposo.
A maior parte do elenco vai até um bar para assistir o jogo da Argentina e Inglaterra (que ocorreu nas Quartas-de-final da Copa do Mundo FIFA de 1986). Porém, todos se surpreendem quando a Inglaterra perde o jogo para a Argentina quando Diego Maradona, com a sua infame "mão de Deus", marca um gol com a mão e elimina a Inglaterra da Copa. Shaun também começa a fazer sexo com Smell no banheiro do bar. Lol, Kelly, Trev, Milky e Woody sentam-se juntos para jogar barulho, e acompanham o jogo pelo rádio. Kelly começa a chorar, mas é confortada por Lol.  Woody e Lol começam a se beijar suavemente, enquanto Combo caminha para dentro de sua cela.

## Trilha Sonora
1. "Happy Hour" - The Housemartins
2. "Wonderful World, Beautiful People" - Jimmy Cliff
3. "Gadget And Harvey In Garden " - Andrew Ellis, Michael Socha
4. "My Girl" - Madness
5. "The Bitterest Pill" - The Jam
6. "Solo" - Ludovico Einaudi
7. "Fast Cars" - The Buzzcocks
8. "Flip Before Fight" - Perry Fitzpatrick
9. "All Through The City" - Dr. Feelgood
10. "99 Red Ballons" - Nena
11. "Woody & Squire" - Joe Gilgun
12. "We've Got The World At Our Feet" - Copa do Mundo FIFA de 1986 / Torcida do México e da Inglaterra
13. "Rainmaker" - Spear Of Destiny
14. "Walls Come Tumbling Down" - The Style Council
15. "Ora" - Ludovico Einaudi
16. "Red Red Wine" - UB40
17. "Greeting To The New Brunnette" - Billy Bragg
18. "Ying And Yang"
19. "Guava Jelly" - Johnny Nash
20. "Ancora" - Ancora
21. "Give It Up" - Lee Dorsey
22. "It Miek" - Desmond Dekker
23. "Woody & Milk In Bathroom " - Joe Gilgun, Andrew Shim
24. "Ruler Of My Heart" - Irma Thomas
25. "English Rose" - The Jam
26. "Berlin Song" - Ludovico Einaudi

Música adicional da série inclui:
1. "Man Of The World" - Fleetwood Mac
2. "This Is The Day" - The The
3. "Frozen Dub" - Augustus Pablo
4. "There Must Be An Angel (Playing With My Heart)" - Eurythmics
5. "My Own True Love" - Margaret Whiting
6. "Ballblazer" - Peter Langston
7. "Night Train" - The Rudies
8. "Ritornare" - Ludovico Einaudi
9. "Dna" - Ludovico Einaudi
10. "In Vola" - Ludovico Einaudi
11. "The Crane Dance" - Ludovico Einaudi
12. "Nuvole Bianche" - Ludovico Einaudi
13. "Under Me Sleng Teng" - Wayne Smith

## Erros
- Kelly usa uma camisa do álbum Bloodflowers (do The Cure), porém esse álbum só foi lançado em 2000.
- Lol usa uma camisa com a frase "Whatever" (em bom português, algo como: "E daí?"), mas acredita-se que essa frase não foi usada pela cultura jovem até o começo dos anos 90.